# Karl J. Friston
Karl John Friston O FRS, FMedSci, FRSB, é um neurocientista britânico da University College London e uma autoridade em imagens cerebrais.

## Educação
Friston estudou ciências naturais (física e psicologia) na Universidade de Cambridge em 1980 e concluiu seus estudos médicos no King's College Hospital, em Londres.

## Carreira
Posteriormente, Friston se qualificou no Programa de Treinamento Rotacional da Universidade de Oxford em Psiquiatria e agora é professor de Neurociência na University College London. Atualmente, é membro principal do Wellcome Trust e diretor científico do Wellcome Trust Center for Neuroimaging. Ele também ocupa um cargo de consultor honorário no Hospital Nacional de Neurologia e Neurocirurgia. Ele inventou o mapeamento paramétrico estatístico: o SPM é um padrão internacional para analisar dados de imagem e baseia-se no modelo linear geral e na teoria de campo aleatório (desenvolvido com Keith Worsley). Em 1994, seu grupo desenvolveu morfometria baseada em voxel. O VBM detecta diferenças na neuroanatomia e é usado clinicamente e como substituto em estudos genéticos.
Essas contribuições técnicas foram motivadas por pesquisas sobre esquizofrenia e estudos teóricos da aprendizagem de valores (com Gerry Edelman). Em 1995, este trabalho foi formulado como a hipótese de desconexão da esquizofrenia (com Chris Frith). Em 2003, ele inventou a modelagem causal dinâmica (DCM), usada para inferir a arquitetura de sistemas distribuídos como o cérebro. As contribuições matemáticas incluem filtragem variacional (generalizada) e maximização de expectativa dinâmica (DEM), que são métodos bayesianos variacionais para análise de séries temporais. Atualmente, Friston trabalha em modelos de integração funcional no cérebro humano e nos princípios subjacentes às interações neuronais. Sua principal contribuição para a neurobiologia teórica é um princípio variacional de energia livre (inferência ativa no cérebro bayesiano). Segundo o índice h de Karl Friston, do Google Scholar, é 232.

## Prêmios e conquistas
Em 1996, Friston recebeu o primeiro Prêmio de Jovens Investigadores em Mapeamento do Cérebro Humano e foi eleito Membro da Academia de Ciências Médicas (1999) em reconhecimento às contribuições para as ciências biomédicas. Em 2000, ele foi presidente da Organização internacional de Mapeamento Cerebral Humano. Em 2003, recebeu o Minerva Golden Brain Award e foi eleito membro da Royal Society em 2006 e recebeu uma medalha Collège de France em 2008. Em 2011, recebeu um doutorado honorário da Universidade de York e tornou-se membro da Society of Biology. Sua indicação para a Royal Society diz
| “ | Karl Friston foi pioneiro e desenvolveu a técnica mais poderosa para analisar os resultados dos estudos de imagem cerebral e desvendar os padrões de atividade cortical e a relação de diferentes áreas corticais entre si. Atualmente, mais de 90% dos artigos publicados em imagens cerebrais usam seu método ( SPM ou Mapeamento paramétrico estatístico) e essa abordagem agora encontra aplicações mais diversas, por exemplo, na análise de EEG e dados MEG. Seu método revolucionou os estudos do cérebro humano e nos deu uma visão profunda de suas operações. Ninguém teve uma influência tão grande quanto Friston no desenvolvimento de estudos sobre o cérebro humano nos últimos vinte e cinco anos. | ” |